# Bekoko (Mundemba)
Pour les articles homonymes, voir Bekoko.
Bekoko (ou Bekoki) est une localité du Cameroun, située dans l'arrondissement de Mundemba, le département du Ndian et la Région du Sud-Ouest.

## Population
Le village comptait 109 habitants en 1953, 120 en 1968-1969, 97 en 1972, principalement des Bima du groupe Oroko.
Lors du recensement de 1987 on y a dénombré 16 personnes. La localité n'apparaît pas dans les résultats du recensement de 2005, mais, lors d'une étude de terrain de 2011, sa population est créditée de 40 personnes.